# Донцов, Алексей Александрович
Алексей Александрович Донцов — советский хозяйственный, государственный и политический деятель.

## Биография
Родился в 1936 году в селе Ноджихеви Хобского района Грузинской ССР. Член КПСС с 1960 года.
Образование высшее (окончил Ростовский институт сельскохозяйственного машиностроения и Академию общественных наук и социального управления при ЦК Болгарской коммунистической партии)
С 1954 года — на хозяйственной, общественной и политической работе.
- В 1954—1955 гг. — токарь машинно-тракторной станции.[1]
- В 1955—1956 гг. — военнослужащий Советской Армии.[1]
- В 1957—1961 гг. — токарь, водитель автомобиля строительного управления.[1]
- В 1961—1966 гг. — формовщик, инженер-технолог, мастер, начальник цеха завода им. Никольского в Новочеркасске.[1]
- В 1966—1968 гг. — начальник цеха завода кузнечно-прессовых автоматов в г. Азове.[1]
- В 1968—1977 гг. — заведующий отделом, второй секретарь Азовского горкома партии, заместитель заведующего отделом Ростовского обкома КПСС.[1]
- В 1980—1984 гг. — первый секретарь Каменск-Шахтинского горкома партии, заведующий отделом Ростовского обкома КПСС.[1]
- В 1984—1988 гг. — первый секретарь Ростовского-на-Дону городского комитета КПСС.[1]

Избирался депутатом Верховного Совета РСФСР 11-го созыва. Делегат XXVII съезда КПСС и XIX конференции КПСС.
Жил в Москве.